# موريس هيوز
موريس هيوز (بالإنجليزية: Maurice Hughes)‏ (3 يونيو 1984 بأتلانتا في الولايات المتحدة - ) هو لاعب كرة قدم أمريكي في مركز الوسط. لعب مع Northern Virginia FC ‏ وأتلانتا سيلفرباكس وLegacy 76 ‏.

## وصلات خارجية
- موريس هيوز على موقع قاعدة بيانات كرة القدم.إي يو (الإنجليزية)